# Cyclopogon cearensis
Cyclopogon cearensis är en orkidéart som beskrevs av João Barbosa Rodrigues. Cyclopogon cearensis ingår i släktet Cyclopogon, och familjen orkidéer. Inga underarter finns listade i Catalogue of Life.